# Бобкова, Валентина Ивановна
Валентина Ивановна Бобкова (1921—1981) — ткачиха Московского шёлкового комбината имени Розы Люксембург «Красная Роза». Герой Социалистического Труда (1966), лауреат Государственной премии СССР (1975).

## Биография
Валентина Бобкова родилась в 1921 году в деревне Левино (ныне — Медынского района Калужской области) в крестьянской семье.
В 1936 году окончила школу фабрично-заводского ученичества и стала работать ткачихой в Москве на шёлковом комбинате имени Розы Люксембург «Красная Роза». Во время Великой Отечественной войны принимала участие в строительстве оборонительных сооружений под Москвой. В 1942 году вступила в КПСС.
Валентина Бобкова проработала на комбинате «Красная Роза» больше 45 лет, став высококвалифицированным специалистом. Принимала участие в стахановском движении, была многостаночницей, неоднократно становилась победительницей социалистических соревнований. В 1959 году предложила выполнить план семилетки за пять лет, в итоге выполнила его за 4 года и 3 месяца. План 8-й пятилетки она выполнила раньше срока на 22 месяца.
Была инициатором выполнения двух пятилетних планов в 10-й пятилетке, с чем успешно справилась. Стала инициатором движения «За наивысшую зону обслуживания ткацких станков и достижение максимальной производительности труда».
Была ударником 9-й и 10-й пятилеток. Обучила мастерству более 20 ткачих, среди которых Герой Социалистического Труда и лауреат Государственной Премии СССР Нина Фёдоровна Миновалова.
За время работы перешла с 12 станков на 72.
В 1966 году Бобковой было присвоено звание Героя Социалистического Труда. В 1975 году она стала лауреатом Государственной премии СССР — «За выдающиеся результаты, полученные на основе увеличения зон обслуживания ткацких станков, за совмещение профессия и инициативу в развертывании движения наставничества». Помимо этого, она награждена тремя орденами и многими медалям.
Избиралась делегатом XXIV и XXV съездов КПСС, депутатом Моссовета и Фрунзенского райсовета, членом МГСПС.
Умерла в 1981 году.

## Семья
Муж — Альберт Александрович Бобков — рабочий комбината «Красная Роза».